# George Blanda
George Frederick Blanda (Youngwood, Pensilvania, 17 de septiembre de 1927 – Alameda, California, 27 de septiembre de 2010), más conocido como George Blanda, fue un jugador profesional estadounidense de fútbol americano que se desempeñó en la posición de quarterback y placekicker en la National Football League (NFL). Es miembro del Salón de la Fama del Fútbol Americano Profesional.

## Carrera
Blanda jugó como profesional una temporada en Chicago Bears (1949), después pasó a Baltimore Colts (1950), luego regresó a Chicago Bears (1950-1958), posteriormente se unió a Houston Oilers (1960-1966), y finalmente, pasó a Oakland Raiders, donde jugó nueve temporadas (1967-1975), y fue el equipo en el que se retiró.

## Reconocimiento
El 1 de agosto de 1981, ingresó como miembro al Salón de la Fama del Fútbol Americano Profesional.